# 安东尼奥·若泽·德·阿尔美达
安东尼奥·若泽·德·阿尔美达（葡萄牙語：António José de Almeida，1866年7月27日—1929年10月31日），他是一位葡萄牙政治家。在他的政治生涯中主持建立了里斯本大学和波尔图大学，创立了进化论者党，组建了新的共和党自由党，于1919 年至 1923 年担任葡萄牙第六任总统。

## 早年
安东尼奥·若泽·德·阿尔美达出生于佩纳科瓦。求学期间，他和他的夫人玛丽亚·丽塔·达斯·内维斯 (Maria Rita das Neves)一起在科英布拉大学攻读医学。后他成为了一名专业医生。

## 政治生涯
在1910年10月5日革命之后，他担任了内政部长，领导了葡萄牙共和党的温和派。在任职内政部长期间，于1911年他担任创始人主持建立了里斯本大学和波尔图大学。安东尼奥·若泽·德·阿尔美达后成立了自己的政党，进化论者党。1916年6月12日，他成为葡萄牙第6任财政部长和第96任总理。1919年该党与共和党联盟合并，成立了共和党自由党，并在立法选举中获胜。

## 总统生涯
1919年8月6日，安东尼奥·何塞·德·阿尔梅达当选为共和国第六任总统，也是第一共和国唯一完成四年任期的总统。在前殖民地独立一百年之际，1922年他航海前往巴西，被人们所铭记。为了纪念他，佩纳科瓦市议会于 1976 年 5 月 28 日一致投票，将他的出生日期7月17日定为市政假日。为了纪念他，由来自科英布拉的雕塑家卡布拉尔·安图内斯 (Cabral Antunes) 创作的半身像，于1976年10月5日落成。